# Cytisus
- Commons
- Wikispecies

Cítiso (Cytisus) é um género botânico pertencente à família Fabaceae.

## Espécies selecionadas
- Cytisus arboreus (Desf.) DC.
- Cytisus ardoini E.Fourn.
- Cytisus baeticus (Webb) Steud.
- Cytisus balansae (Boiss.) Ball
- Cytisus cantabricus (Willk.) Rchb.f.
- Cytisus commutatus (Willk.) Briq.
- Cytisus decumbens (Durande) Spach
- Cytisus filipes Webb & Berthel.
- Cytisus galianoi Talavera & P.E.Gibbs
- Cytisus glabratus Link
- Cytisus grandiflorus DC.
- Cytisus multiflorus (L'Hér.) Sweet
- Cytisus nigricans L.
- Cytisus oromediterraneus Rivas Mart. et al.
- Cytisus scoparius (L.) Link
- Cytisus striatus (Hill) Rothm.
- Cytisus supranubius (L.f.) Kuntze
- Cytisus valdesii Talavera & P.E.Gibbs
- Cytisus villosus Pourr.
- Cytisus virescens Wohlf.

Fonte : 

## Classificação do gênero
| Sistema | Classificação                      | Referência               |
| ------- | ---------------------------------- | ------------------------ |
| Linné   | Classe Diadelphia, ordem Decandria | Species plantarum (1753) |